# Воскресенский, Михаил Ильич
Михаи́л Ильи́ч Воскресе́нский (1803 — 12 (24) декабря 1867) — русский поэт, писатель-беллетрист, переводчик.

## Биография
Михаил Ильич Воскресенский родился в 1803 году в семье священника. Окончил философский курс Московской духовной семинарии, однако по духовной линии не пошёл и в 1821 году поступил на медицинский факультет Московского университета, завершив образование в 1826. Первые годы после выпуска работал лечащим врачом при университете (в 1825—1826 годах 2-го, в 1827—1828 — 1-го отделения). С 1829 года служил частным лекарем в штате московской полиции; с 1833 года одновременно был ординатором Градской больницы и медиком Московской конторы императорских театров.
Ты не узнаешь никогда,

Что есть в природе грудь больная,

В которой сердце, изнывая,

Всё рвётся, рвётся, а куда?

                   Ты не узнаешь никогда!

Ты не узнаешь никогда,

Как я, смешавшися с толпою,

Послушной тенью за тобою

Слежу вниманием всегда…

                   Ты не узнаешь никогда!

Ты не узнаешь никогда,

Как тяжела мне с роком битва,

Как горяча моя молитва,

Как жизнь мне радостей чужда…

                   Ты не узнаешь никогда!

Ты не узнаешь никогда,

Кого в безвременной могиле

Так люди холодно зарыли,

Что не осталось и следа…

                   Ты не узнаешь никогда!
В 1846 году Воскресенский получил место учителя русской словесности в Московском театральном училище.
Согласно послужному списку, к 1859 году Михаил Ильич дослужился до чина надворного советника, был ординатором и штаб-лекарем. Стал кавалером ордена Святой Анны 3 степени и ордена Святого Станислава 3 степени. Имел знак отличия беспорочной службы за 25 лет и медаль в память кампании 1853—1856 годов.
Вероятно, в университете или вскоре после него Воскресенский увлекся литературой и свёл знакомство с группой разделявших его интересы студентов (в их числе, скорее всего, были Ф. Н. Соловьёв, И. Н. Глухарёв, С. М. Любецкий), с которыми составил нечто вроде кружка. На пике захлестнувшей Россию моды на литературные альманахи, члены этой группы издали несколько альманахов, составленных большей частью из произведений друг друга и других московских студентов. Михаил Воскресенский являлся одним из активных авторов этих сборников.
Как литератор Воскресенский дебютировал в 1827—1829 годах, издав несколько романов Вальтера Скотта в собственных переводах с французского (переводы с переводов). В 1828—1829 годах анонимно выпустил в Москве три первые главы романа в стихах «Евгений Вельский», полупародии-полуподражания «Евгению Онегину» А. С. Пушкина.
В конце 1820-х — начале 1830-х годов печатал рассказы и повести в «низовых» московских альманахах. В «Зимцерле» на 1829 год Фёдора Соловьёва была опубликована повесть «Один день из моего журнала», в альманахах Ивана Глухарёва появились «Журнал молодого повесы» (в «Полярной звезде» на 1832 год) и «Глава из нового романа» (в «Улыбке весны» на 1832 год). В этих сборниках, а также в «Венке Граций» на 1829 год, в глухарёвских «Северном сиянии» на 1831 год и «Цинтии» на 1832 год Михаил Воскресенский помещал и свои стихи. Несколько стихотворений было опубликовано в 1834 году в Петербурге в знаменитом альманахе издателя и книгопродавца А. Ф. Смирдина «Новоселье», а в 1858 году в сборнике памяти Смирдина.
В середине 1830-х годов Воскресенский перешёл на прозу и написал около десятка романов, пользовавшихся в своё время большой популярностью у широкой публики: «Он и она» (Москва, первое издание в 1836, переиздан в 1858 году), «Проклятое место» (Москва, 1838, 1858), «Черкес» (Москва, 1839, 1860), «Мечтатель» (Москва, 1841), «Сердце женщины» (Москва, 1842), «Самопожертвование» (Москва, 1844), «Затаённая мысль» (Москва, 1856), «Наташа Подгорич» (Москва, 1858), «Увлечение, или Семейство Келлиопиных» (Москва, 1860). В 1858 году издал четырёхтомный сборник «Повести и рассказы».
Михаил Воскресенский был автором нескольких пьес, шедших на сценах Малого, Большого, Александринского театров: «Ширмы, или Роман в провинции» (комедия в трёх действиях в стихах), «Двадцать один и тридцать девять» (комедия в четырёх действиях), «Странная свадьба, или Не знаешь, где найдешь, где потеряешь» (комедия в пяти действиях в стихах). В 1844 году выпустил комедию-шутку «Утро после бала Фамусова, или Все старые знакомцы» (в одном действии в стихах). Как и «Евгений Вельский», другое его подражание, это продолжение «Горя от ума» вышло анонимно. Комедия была принята публикой, но безжалостно разнесена В. Г. Белинским.
Последние семь лет жизни Воскресенский не издавался, а вскоре после смерти писателя и он сам, и его произведения были быстро забыты.

## Критика
Несмотря на определённый успех романов у читателей, критика не была милосердна к писателю. Виссарион Белинский походя упоминал его как «московского писаку», изображающего в своих романах «семейную жизнь, где рисуются он и она, проклятые места и тому подобные штуки», характеризовал его как «романиста средней руки» и «одного из самых счастливых и даровитых подражателей» Булгарина и Загоскина.
О вышедшей анонимно комедии-шутке «Утро после бала Фамусова» Белинский отозвался ещё более определённо:

<…> господин <…> состряпал «Утро после бала Фамусова». Ему показалось, что «Горе от ума» не кончено, потому что в нём никто не женится и не выходит замуж. Стих Грибоедова, — этот удивительный стих, которому подобного доселе ещё ничего не являлось в русской драматической литературе, нисколько не испугал г-на В* и не охолодил его сочинительской отваги. Исказив все характеры «Горя от ума», он смело состязается со стихом Грибоедова собственными стихами топорной работы, в которых беспрестанно попадаются слова: перговорить вместо переговорить, молкосос вместо молокосос, плутское лицо вместо плутовское лицо. Швейцар, в площадном фарсе г-на В*, является то Филькою, то Егорушкою, а Фамусов то вдовцом, то женатым человеком. Словом, такой диковинки давно уже не появлялось в сем подлунном мире, столь богатом разного рода диковинками. Несмотря на то, она благосклонно была принята публикою Александринского театра.
— В. Г. Белинский. Русский театр в Петербурге.
В биографической статье Энциклопедического словаря Брокгауза и Ефрона романы Воскресенского охарактеризованы как принадлежащие «к разряду „страшных“ и „интересных“; главные признаки их — мелодраматичность, сложность интриги, совершенная неестественность лиц и аффектированность слога. Герои Воскресенского произносят патетические монологи, взятые на прокат из плохих французских романов».
Более тёплый приём встретил опубликованный в 1840 году рассказ писателя «Тринадцатый гость»:

В No 8 «Пантеона» не без удовольствия можно прочесть рассказ г. Воскресенского «Тринадцатый гость», названный им «картиною замоскворецких нравов»: это и в самом деле очень забавный очерк мещанских нравов во вкусе Поль де Кока. Что если бы г. Воскресенский, вместо плохих романов, каковы: «Он и она», «Проклятое место» и «Черкес», принялся за лёгкие рассказы и, вместо аристократов, рисовал бы нам людей, доступных его наблюдательности! Право, лучше бы!..
— В. Г. Белинский. О драме и театре.
Сюжет рассказа был переработан П. А. Каратыгиным для сцены в шутку-водевиль, который шёл в Петербурге и Москве под названиями «Пикник в Токсове, или Петербургские удовольствия» и «Пикник в Кунцеве, или Московские удовольствия» соответственно.